# Římskokatolická farnost Litohoř
Římskokatolická farnost Litohoř je územní společenství římských katolíků s farním kostelem svatého Jana Nepomuckého v moravskobudějovickém děkanství.

## Historie farnosti
První písemné zmínky o obci pocházejí z druhé poloviny 12. století. V roce 1284 je obec uváděna jako patřící k faře v Domamili. V roce 1749 byla postavena kaple sv. Jana Nepomuckého, v níž se občas sloužily bohoslužby. Kaple byla roku 1781 rozšířena. O rok později bylo zřízeno lokální kaplanství pro samostatnou farnost Litohoř a Kolovraty, které se začaly stavět. Do této doby byla Litohoř přifařena k Domamili.  Nový kostel svatého Jana Nepomuckého byl postaven roku 1793.

## Duchovní správci
Farnost po roce 1989 spravovali salesiáni z komunity v Moravských Budějovicích. Od 1. září 2011 do srpna 2015 byl administrátorem excurrendo P. Mgr. Petr Piler PhD., SDB. Toho od září 2015 vystřídal jako administrátor excurrendo P. Ladislav Kozubík, SDB.  Od září 2018 byl administrátorem excurrendo farnosti R. D. Mgr. Lubomír Řihák. Od 1. října 2021 jej nahradil taktéž jako administrátor excurrendo R. D. Mgr. Tomáš Mikula z Želetavy.

## Bohoslužby
| Kostel                   | Místo   | Bohoslužba (den)             | Hodina                                         | Poznámka     |
| ------------------------ | ------- | ---------------------------- | ---------------------------------------------- | ------------ |
| svatého Jana Nepomuckého | Litohoř | nedělní mše svatá v sobotu v | 17.30 hodin, v době zimního času v 16.30 hodin | farní kostel |

## Aktivity ve farnosti
Dnem vzájemných modliteb farností za bohoslovce a bohoslovců za farnosti brněnské diecéze je 16. říjen. Adorační den připadá na 4. února.
Od roku 2001 se ve farnosti koná tříkrálová sbírka. V roce 2014 se při ní v Litohoři vybralo 8 831 korun,o rok později 11 059 korun.V roce 2017 činil výtěžek sbírky 12 470 korun.
Pravidelně vychází společný farní zpravodaj pro farnosti Babice, Jakubov a Litohoř.